# ایویان
ایویان (انگلیسی: Evian) شرکت نوشیدنی فرانسوی است، که‌ در سال ۱۸۲۹ تأسیس شد.